# Gama-butirobetaína dioxigenase
gama-Butirobetaína dioxigenase (também conhecida como BBOX, GBBH ou γ-butirobetaína hidroxilase) é uma enzima que em humanos é codificada pelo gene BBOX1.